# Thornton (Lincolnshire)
Thornton – osada w Anglii, w hrabstwie Lincolnshire. Leży 28 km na wschód od Lincoln i 188 km na północ od Londynu.